# Рабаджиева, Добриана
Добриана Рабаджиева (болг. Добриана Рабаджиева; род. 14 июня 1991, Годлево, община Разлог, Благоевградская область, Болгария) — болгарская волейболистка, нападающая-доигровщица. 

## Биография
Родилась в селе Годлево Благоевградской области в семье Ивана и Марии Рабаджиевых. Родители занимались спортом на любительской уровне (отец — футболист, мать — волейболистка). Волейболом начала заниматься в Разлоге (центр общины, куда входит родное село Добрианы) в 10-летнем возрасте по примеру старшего брата Стойчо, выступавшего за местную команду «Пирин». 1-й тренер — М.Мадолева. В 2005 году была приглашена в Софию, где стала играть за молодёжную команду ЦСКА. В следующем сезоне дебютировала уже во взрослой команде, продолжая выступления и за юниорские команды клуба. В 2007 и 2008 становилась чемпионкой Болгарии, а в 2008 — и обладателем Кубка страны. В 2009 перешла в другую софийскую команду — «Левски-Сиконко», а год спустя уехала в Италию, где заключила контракт со своим первым зарубежным клубом — «Спес Воллей» из Конельяно.
После 2010 выступала за команды из Азербайджана, Турции, Швейцарии, Китая, Бразилии, неоднократно выигрывая в их составах медали (в том числе золотые) национальных первенств, а так же клубный чемпионат мира в 2011 (в составе азербайджанской «Рабиты») и клубный чемпионат Южной Америки в 2020 (в составе бразильского «Итамбе-Минаса»).
После завершения в январе 2023 года чемпионата Китая (где играла за «Шаньдун Жичжао Стил») заключила контракт с российской командой «Динамо-Ак Барс» (Казань).
В 2007 Рабаджиева играла за юниорскую, а 2008—2009 — за молодёжную сборные Болгарии на чемпионатах Европы и мира. В 2010 дебютировала в национальной сборной Болгарии в розыгрыше Евролиги, став обладательницей серебряной медали турнира. С этого года неизменно выступала за национальную команду страны в Евролиге (4-кратный призёр), чемпионатах Европы и мира и других турнирах.   

### Клубная карьера
- 2005—2009 —  ЦСКА (София);
- 2009—2010 —  «Левски-Сиконко» (София);
- 2010—2011 —  «Спес Воллей» (Конельяно);
- 2011—2013 —  «Рабита» (Баку);
- 2013—2014 —  «Галатасарай» (Стамбул);
- 2014—2017 —  «Волеро» (Цюрих);
- 2017—2018 —  «Галатасарай» (Стамбул);
- 2018—2019 —  «Гуандун Эвергрэнд» (Шэньчжэнь);
- 2019 —  «Фенербахче» (Стамбул);
- 2019—2020 —  «Гуандун Эвергрэнд» (Шэньчжэнь);
- 2020 —  «Итамбе-Минас» (Белу-Оризонти);
- 2020 —  «Гуандун Эвергрэнд» (Шэньчжэнь);
- 2021 —  «СеСИ-Бауру» (Бауру);
- 2021—2022 —  «Тюрк Хава Йоллары» (Стамбул);
- 2022 —  «Рома» (Рим);
- 2022—2023 —  «Шаньдун Жичжао Стил» (Цзыбо);
- 2023 —  «Динамо-Ак Барс» (Казань);
- 2023—2024 —  «Дентил/Прая Клубе» (Уберландия).

## Достижения

### С клубами
- двукратная чемпионка Болгарии — 2007, 2008;
  - двукратный бронзовый призёр чемпионатов Болгарии — 2009, 2010
- победитель розыгрыша Кубка Болгарии 2008;
  - двукратный серебряный призёр Кубка Болгарии — 2009, 2010.
- двукратная чемпионка Азербайджана — 2012, 2013.
- бронзовый призёр чемпионата Турции 2019.
- серебряный призёр розыгрыша Кубка Турции 2019.
- 3-кратная чемпионка Швейцарии — 2015, 2016, 2017.
- 3-кратный победитель розыгрышей Кубка Швейцарии — 2015, 2016, 2017.
- обладатель Суперкубка Швейцарии 2016.
- серебряный призёр чемпионата Бразилии 2024.
- победитель розыгрыша Кубка Бразилии 2024.

- чемпионка мира среди клубных команд 2011;
  - серебряный (2012) и двукратный бронзовый (2015, 2017) призёр клубных чемпионатов мира.
- серебряный призёр Лиги чемпионов ЕКВ 2013.
- чемпионка Южной Америки среди клубных команд 2020.

### Со сборной Болгарии
- двукратный серебряный (2010, 2012) и двукратный бронзовый (2011, 2013) призёр Евролиги.

### Индивидуальные
- 2012: лучшая на подаче Евролиги 2012.
- 2015: MVP Кубка Швейцарии.
- 2020: лучшая доигровщица (одна из двух) клубного чемпионата Южной Америки.